# Verburga
Verburga (em inglês: Werburgh; Stone, 650 - Trentham, 3 de fevereiro de 699) é uma santa inglesa e padroeira da cidade de Chester, na Inglaterra.

## Biografia
Ela nasceu em Staffordshire e era filha do rei Vulfário de Mércia (este um cristão, filho do pagão rei Penda de Mércia) e Santa Ermenilda, sua esposa e filha do rei Kent. Ela foi uma monja a maior parte de sua vida e foi tutorada pela sua tia-avó Eteldreda (ou Audrey), a primeira abadessa de Ely e ex-rainha de Nortúmbria.
Seu papel foi fundamental na reforma de mosteiros na Inglaterra. Ela mais tarde sucedeu à sua mãe Ermenilda, sua avó Seaxburga e sua tia-avó Eteldreda como a quarta abadessa de Ely.
Foi enterrada em Hanbury, em Staffordshire, e suas relíquias foram transferidos mais tarde para Chester, de cujos mosteiro e igreja ela se tornou a grande padroeira. Ela é a última abadessa dali cujo nome é recordado.

## O Culto a Santa Verburga
No ano 708, o irmão de Verburga, Cenredo, sucedeu-lhe como rei de Mércia; ele decidiu mover o corpo de Verburga para dentro da igreja em Hanbury. Seu corpo foi encontrado milagrosamente intacto. Este foi considerado um sinal de favor divino, e seu túmulo tornou-se um objeto de veneração e um centro de peregrinação. Diz-se que seu irmão ficou tão tocado por este milagre que ele decidiu abdicar [do século] e entrar nas ordens sagradas.
O santuário de Santa Verburga permaneceu em Hanbury pelos próximos 160 anos aproximadamente, mas, devido à ameaça viquingue no século IX, o santuário foi transferido em 875 para a Igreja de São Pedro e São Paulo, que residia no seio da protecção dos Muros da cidade de Chester. A cidade de Chester, por isso, tornou-se o foco para o culto de Santa Verburga. Depois, a Igreja de São Pedro e São Paulo foi re-dedicada à Santa Verburga e Santo Osvaldo por volta do ano 975, quando um mosteiro também foi construído em honra a esses dois santos.
Em 1057, Sta. Verburga foi considerada protetora e padroeira da cidade, após milagrosa retirada do rei galês Grufudo de um cerco da cidade.
Quando o mosteiro foi inativado, o santuário foi dividido e as relíquias da santa, dispersas. Os vários restos do santuário que sobreviveram foram coletados juntos em 1876.

## A Santa hoje
Santa Verburga continua a ser a padroeira de Chester. Sua festa é em 3 de Fevereiro. Pelo menos 10 igrejas na Inglaterra, e algumas no exterior, são dedicadas a ela.